# 철도공보
철도공보(일본어: 鉄道公報)는 일본의 국유철도에 있어서 업무상의 명령등을 전달하기 위해 국유철도 당국이 발행한 일간의 기관지이다. 좁은 의미로는 제국철도청, 철도원, 철도성, 일본국유철도가 발행한 '철도공보'라는 제목을 말하여, 넓은 의미로는 운수통신성이 발행한 '운수통신공보(운수판)', 운수성이 발행한 '운수공보'등이 포함된다.
일본국유철도의 '철도공보'는 일요일, 축일, 연말연시를 제외한 매일 발행되어 국철 내외의 관계각소에 배포됨과 동시에 그 이외의 희망자에게는 유료로 반포되어 있었다. 발행자는 총재실 문서과장이었다. 1958년경의 발행부수는 32,000여부. 1949년 6월 1일의 국유철도 발족의 날에 제1호를 발행하여 국유철도의 분할민영화 전날인 1987년 3월31일에 발행한 제11207호를 마지막으로 폐간이 되었다.

## 내용
철도사전에 따르면 1958년쯤 철도공보는 다음의 12개에 나뉘어 있었다. 또 필요에 따라 호외, 부록을 발행했다.
1. 조서
2. 법령 (법률, 정령, 성령이며 국유철도에 관련한 것)
3. 고시 (각 성 대신, 각 청 장관이 발하는 고시로 국유철도에 관련한 것)
4. 공시 (국유철도 총재가 발하는 공시)
5. 훈령 (각 성 대신, 각 청 장관이 발하는 훈령이며 국유철도에 관련하는 것)
6. 달 (국유철도 총재가 발하는 달)
7. 훈시 (국유철도 총재의 훈시)
8. 사령 (서위서훈, 지정직원 등의 사령)
9. 상벌 (표창, 징계 등이며 특히 게재가 필요한 것)
10. 통달 (통달, 위명통달이며 특히 게재가 필요한 것)
11. 통보 (규정류 시행상의 지시, 기타 집무상의 주의가 필요하는 사항)
12. 잡건 (통계류 기타 특히 게재가 필요한 것)

공시는 철도공보뿐만 아니라 관보에도 게재되었다. 역의 설치, 폐지는 '공시'로서 게재되어 가승강장, 신호장, 신호소, 연락소, 조차장의 설치, 폐지에 대해서는 '달'로서 계재되었다.

## 소장하는 도서관, 박물관
철도공보를 소장하여 일반의 열람이 가능한 도서관, 박물관은 다음과 같다.
- 국립 국회 도서관
- 철도박물관 라이브러리
- 교통과학박물관 도서실
- 홋카이도립 도서관

## 기타
철도공보와 별도로 각지의 철도관리국마다 철도관리국보를 발행하고 있었다. 홋카이도립 도서관에서는 삿포로철도관리국의 철도관리국보를 열람할 수 있다.